# Dianusa pavida
Dianusa pavida är en skalbaggsart som först beskrevs av Thomas Casey 1911.  Dianusa pavida ingår i släktet Dianusa och familjen kortvingar. Inga underarter finns listade i Catalogue of Life.